# نادي النهضة القنيطرية
نادي النهضة الرياضية القنيطرية هو نادٍ رياضي مغربي من مدينة القنيطرة.أسسه عبد الرحمان ليخيي المعروف ب «عبد الرحمان لكريك» . فريق شارك في كأس الاتحاد الأفريقي وخاض 3 نهايات كأس العرش (1978-1982-1984) يقبع حاليا في القسم الرابع المغربي! القسم الثاني هواة.
تأسس سنة 1949 وفي سنة 1964 يندمج مع فريق العلم القنيطري ويقرر الاحتفاظ بنفس الاسم النهضة القنيطرية

## تاريخ الفريق
- مؤسس فريق النهضة القنيطرية و أول رئيس للفريق هو عبد الرحمان ليخيي المعروف ب «عبد الرحمان لكريك» ابن مدينة القنيطرة و الأب الروحي للنهضة القنيطرية.
- في سنة 1978 يصل الفريق إلى نهاية كأس العرش بعدما ازاح من طريقه فريق الجيش في الربع بنتيجة 3-1 لقاء النهاية كان ضد خصم قوي وهو الوداد الدي كان بطل الموسم وانهزمت النهضة ب 3 - 0 وقد اجري اللقاء في سانية الرمل بتطوان
- في سنة 1982 يصل النهضة القنيطرية للنهاية مرة أخرى بعدما أقصى المغرب الفاسي من نصف النهاية بنتيجة 3-2. في لقاء كان الفريق قاب قوسيين من الظفر بالكاس وقد اجري بمركب محمد الخامس بالدار البيضاء ضد فريق الرجاء البيضاوي انتهى اللقاء ب 1 - 0 لصالح الرجاء.
- في سنة 1984 يعود فريق النهضة القنيطرية كأس العرش ليلتقي هده المرة فريق الجيش في لقاء النهاية، اجري بالدار البيضاء وانهزمت النهضة بصعوبة ب 1 - 0.
- في سنة 1985 مثلت النهضة القنيطرية المغرب في كأس الاتحاد الأفريقي وانهزمت أمام فريق جان دارك السينيغالي 1 - 0.
- في سنة 1987 غادر الفريق القسم الأول بسبب الأزمة المادية ومغادرة أجود اللاعبين للفريق.